# Tour de Billy
Tour de Billy (věž Billy) byla věž v Paříži, která byla součástí městských hradeb postavených za vlády Karla V. Pravděpodobně se nacházela v místě domu č. 1 na Boulevardu Bourdon.

## Historie
Věž spolu s hradbami nechal postavit prévôt Étienne Marcel v roce 1356 na ochranu města ze severu kvůli anglickému ohrožení po prohrané bitvě u Poitiers. Věž byla umístěna na okraji hradeb na břehu Seiny, které vedly k Bastile. Nacházela se v blízkosti skladu zbraní a střeliva, ze kterého posléze vznikla Pařížská zbrojnice.
Věž byla silně poškozená požárem dne 14. července 1424. Věž byla zničena explozí uskladněného prachu v červenci 1538.